# Putifigari
Putifigari (topónimo en lengua sarda; en la variedad local, y cooficialmente, Potuvigari) es una localidad italiana de la provincia de Sassari, región de Cerdeña,  con 750 habitantes.

## Evolución demográfica
| Gráfica de evolución demográfica de Putifigari entre 1861 y 2001 |
|                                                                  |
| Fuente ISTAT - elaboración gráfica de Wikipedia                  |